# Drag Race Holland (prima edizione)
La prima edizione di Drag Race Holland è andato in onda nei Paesi Bassi dal 18 settembre al 6 novembre 2020 sulla piattaforma streaming Videoland.
Il 7 settembre 2020 vengono annunciate le dieci concorrenti, provenienti da tutto i Paesi Bassi, per essere incoronate le prime Holland's Next Drag Superstar.
Envy Peru, vincitrice dell'edizione, ricevette come premio un vestito di Claes Iversen dal valore di 18000 €, un articolo e copertina su Cosmopolitan e una corona e uno scettro di Fierce Drag Jewels.
Janey Jacké prenderà parte alla prima edizione di RuPaul's Drag Race: UK vs the World.

## Concorrenti
Le dieci concorrenti che prendono parte al reality show sono:
| Concorrente       | Vero nome               | Età | Città                             | Posizionamento |
| ----------------- | ----------------------- | --- | --------------------------------- | -------------- |
| Envy Peru         | Boris Itzkovich Escobar | 31  | Rotterdam – Olanda Meridionale    | Vincitrice     |
| Janey Jacké       | Justin Mooijer          | 28  | L'Aia – Olanda Meridionale        | 2º posto       |
| Ma'Ma Queen       | Dennis Bijleveld        | 30  | Amsterdam – Olanda Settentrionale | 3º/4º posto    |
| Miss Abby OMG     | Henrique dos Santos     | 25  | Breda – Brabante Settentrionale   | 3º/4º posto    |
| ChelseaBoy        | Brian van der Heijden   | 26  | Amsterdam – Olanda Settentrionale | 5º posto       |
| Sederginne        | Serge Quik              | 26  | Anversa – Fiandre                 | 6º posto       |
| Madame Madness    | Rowan Gerristen         | 24  | Rotterdam – Olanda Meridionale    | 7º posto       |
| Megan Schoonbrood | Michael Schoonbrood     | 32  | Rotterdam – Olanda Meridionale    | 8º posto       |
| Patty Pam-Pam     | Pieter Roberts          | 34  | Amsterdam – Olanda Settentrionale | 9º posto       |
| Roem              | Willem Pasterkamp       | 21  | Tilburg – Brabante Settentrionale | 10º posto      |

## Tabella eliminazioni
| Ordine | Episodi    | Episodi    | Episodi    | Episodi    | Episodi    | Episodi | Episodi | Episodi       |
| Ordine | 1          | 2          | 3          | 4          | 5          | 6       | 7       | 8             |
| ------ | ---------- | ---------- | ---------- | ---------- | ---------- | ------- | ------- | ------------- |
| 1      | Janey      | Envy       | Ma'Ma      | Envy       | Envy       | Envy    | Janey   | Envy Peru     |
| 2      | Chelsea    | Abby       | Chelsea    | Chelsea    | Chelsea    | Abby    | Envy    | Janey Jacké   |
| 3      | Sederginne | Sederginne | Sederginne | Sederginne | Janey      | Ma'Ma   | Abby    | Ma'Ma Queen   |
| 4      | Envy       | Chelsea    | Janey      | Janey      | Ma'Ma      | Janey   | Ma'Ma   | Miss Abby OMG |
| 5      | Abby       | Ma'Ma      | Envy       | Abby       | Abby       | Chelsea |         |               |
| 6      | Madame     | Janey      | Madame     | Ma'Ma      | Sederginne |         |         |               |
| 7      | Patty      | Megan      | Abby       | Madame     |            |         |         |               |
| 8      | Ma'Ma      | Madame     | Megan      |            |            |         |         |               |
| 9      | Megan      | Patty      |            |            |            |         |         |               |
| 10     | Roem       |            |            |            |            |         |         |               |

Legenda:
     La concorrente ha vinto la gara
      La concorrente è arrivata in finale ma non ha vinto la gara
     La concorrente è arrivata in finale, ma è stata eliminata
     La concorrente ha vinto la puntata
     La concorrente figura tra le prime ma non ha vinto la puntata
     La concorrente è salva e accede alla puntata successiva (l'ordine di chiamata è casuale)
     La concorrente figura tra le ultime ma non ed è a rischio eliminazione
     La concorrente figura tra le ultime due ed è a rischio eliminazione
     La concorrente è stata eliminata

## Giudici
- Fred van Leer
- Nikkie Plessen

### Giudici ospiti
- Amber Vineyard
- Carlo Boszhard
- Cleas Iversen
- Ruth Jacott
- Loiza Lamers
- NikkieTutorials
- Edsilia Rombley
- Ryanne van Dorst
- Rick Paul van Mullingen
- Roxeanne Hazes
- Sanne Wallis de Vries

## Special Guest
- RuPaul
- Jasper Suyk
- Olga Commandeur
- Diva Mayday
- Rob Jacobs
- Monica Geuze
- Niek Marijnissen
- Gerald & Frank

## Riassunto episodi

### Episodio 1 -Land of the Queens
Il primo episodio della prima edizione olandese si apre con le concorrenti che entrano nell'atelier. La prima a entrare è Miss Abby OMG, l'ultima è Envy Peru. Fred van Leer fa il suo ingresso annunciando l'inizio di una nuova edizione e dando il benvenuto alle concorrenti.
- La mini sfida: per la mini sfida, le concorrenti devono fare un servizio fotografico all'interno di un'enorme scatola trasparente piena d'acqua. La vincitrice della mini sfida è Miss Abby OMG.
- La sfida principale: per la sfida principale, le concorrenti dovranno presentare un outifit ispirato da una regina, ed inoltre dovranno presentare un discorso sul perché meritano di essere incoronate Holland's Next Drag Superstar. Le regine scelte dalle concorrenti sono state:

| Concorrente       | Regina                      |
| ----------------- | --------------------------- |
| ChelseaBoy        | Regina degli Alien          |
| Envy Peru         | Máxima Zorreguieta          |
| Janey Jacké       | Ape Regina                  |
| Madame Madness    | Regina di Cuori             |
| Ma'Ma Queen       | Maria di Nazareth           |
| Megan Schoonbrood | Diana Ross                  |
| Miss Abby OMG     | Regina del Carnevale di Rio |
| Patty Pam-Pam     | Freddy Mercury              |
| Roem              | Regina Cattiva              |
| Sederginne        | Maria Antonietta            |

Giudici ospiti della puntata sono Cleas Iversens e Sanne Wallis de Vries. Il tema della sfilata di questa puntata è Who's Your Queen?, dove le concorrenti devono sfoggiare un outfit ispirato da una regina. Fred van Leer dichiara Envy, Abby, Madame e Patty salve, e lasciò le altre concorrenti sul palco per le critiche. Roem e Megan Schoonbrood sono le peggiori mentre Janey Jacké è la migliore della puntata.
- L’eliminazione: Roem e Megan Schoonbrood vengono chiamate ad esibirsi con la canzone Express Yourself di Madonna. Megan Schoonbrood si salva mentre Roem viene eliminata dalla competizione.

### Episodio 2 -Give Face!
Il secondo episodio si apre con le concorrenti che rientrano nell'atelier dopo l'eliminazione di Roem, con molte concorrenti tristi della sua uscita visto che conoscevano tutto il suo potenziale. Intanto si inizia a sentire la tensione a causa della competizione.
- La mini sfida: per la mini sfida, le concorrenti dovranno abbellire dei zoccoli di legno con vernice, brillantini e tulipani, indossarli e sfilare lungo la passerella con le loro mosse migliori. Le vincitrici della mini sfida sono ChelseaBoy e Envy Peru.
- La sfida principale:  per la sfida principale, le concorrenti dovranno recitare in delle parodie dei video work-out. Le vincitrici della mini sfida saranno a capo di due team diversi, dei quali potranno scegliere i membri. Chelsea sceglie per il suo gruppo Janey, Abby e Ma'Ma, mentre Envy sceglie Sederginne, Megan e Patty. L'esclusa dalla scelta è stata Madame Madness, che ha avuto l'opportunità di scegliere con quale gruppo unirsi, scegliendo quello di Chelsea. Dopo aver assegnato i vari ruoli, le concorrenti raggiungono Olga Commandeur che aiuterà a produrre i video nel ruolo di registra. Il video del team di Chelsea si intitola Spice Up Your Sexlife, mentre quello del team Envy è intitolato Gym Club 69!.

Giudici ospiti della puntata sono NikkieTutorials e Roxeanne Hazes. Il tema della sfilata di questa puntata è Give Face, Face, Face, dove le concorrenti devono sfoggiare un outfit ed un trucco ispirato ad un dipinto famoso. Fred van Leer dichiara Chelsea, Ma'Ma e Janey salve, e lasciò le altre concorrenti sul palco per le critiche. Patty Pam-Pam e Madame Madness sono le peggiori mentre Envy Peru è la migliore della puntata.
- L’eliminazione: Patty Pam-Pam e Madame Madness vengono chiamate ad esibirsi con la canzone Roar di Katy Perry. Madame Madness si salva mentre Patty Pam-Pam viene eliminata dalla competizione.

### Episodio 3 -Drama Queens
Il terzo episodio si apre con le concorrenti che rientrano nell'atelier dopo l'eliminazione di Patty, con Janey che si scusa per le sue critiche troppo dirette fatte ad Abby durante l'Untucked. Quest'ultima accetta le scuse, ma afferma però che lei è una persona che perdona ma non dimentica.
- La mini sfida: per la mini sfida, le concorrenti dovranno prendere parte ad una serie di giochi che si celebrano occasionalmente durante il Koningsdag. I giochi a cui hanno preso parte le concorrenti sono stati: mangiare una torta da bendati, infilare un chiodo all'interno di una bottiglia ed infine la corsa con i sacchi. Le vincitrici della mini sfida sono Sederginne e Madame Madness.
- La sfida principale: per la sfida principale, le concorrenti dovranno recitare in delle parodie della serie televisiva Gooische Vrouwen. Avendo vinto la mini sfida Sederginne e Madame saranno i capitani e potranno decidere i componenti del loro gruppo. Madame sceglie per il suo gruppo Janey, Abby e Megan mentre Sederginne sceglie Envy, Ma'Ma e le viene data Chelsea, perché era l'ultima rimasta. Una volta assegnati i ruoli, le concorrenti raggiungono Fred, insieme a lui c'è anche Rick Paul van Mullingen che aiuterà a produrre gli show nel ruolo di registra. Il gruppo di Madame è molto in difficoltà per le loro esibizioni fiacche mentre il team di Sederginne è molto preparato e viene elogiato per il loro fare comico.

Giudici ospiti della puntata sono Cleas Iversens e Rick Paul van Mullingen. Il tema della sfilata di questa puntata è Miss Holland, dove le concorrenti devono sfoggiare un outfit con materiali organici e biologici. Fred van Leer dichiara Janey ed Envy salve, e lasciò le altre concorrenti sul palco per le critiche. Miss Abby OMG e Megan Schoonbrood sono le peggiori mentre Ma'Ma Queen è la migliore della puntata.
- L’eliminazione: Miss Abby OMG e Megan Schoonbrood vengono chiamate ad esibirsi con la canzone Why Tell Me, Why di Anita Meyer. Miss Abby OMG si salva mentre Megan Schoonbrood viene eliminata dalla competizione.

### Episodio 4 -Dancing Queens
Il quarto episodio si apre con le concorrenti che rientrano nell'atelier dopo l'eliminazione di Megan, con tutte le concorrenti che si complimentano dell'esibizione di Abby, mentre Madame è preoccupata per il suo percorso in costante discesa. Il giorno seguente, molte concorrenti notano l'assenza di Ma'Ma nell'atelier, per poi apparire con una torta per festeggiare il compleanno di Madame.
- La mini sfida: per la mini sfida, le concorrenti devono "leggersi" a vicenda, ovvero dire qualcosa di cattivo ma facendolo in modo scherzoso. Le vincitrici della mini sfida sono Ma'Ma Queen e Sederginne.
- La sfida principale: per la sfida principale, le concorrenti verranno divisi in due gruppi e dovranno sfidarsi in una Dance Battle in stile vogueing coreografata da Amber Vineyard sulle note di Call Me Mother di RuPaul. Avendo vinto la mini sfida Sederginne e Ma'Ma saranno i capitani e potranno decidere i componenti del loro gruppo. Sederginne sceglie per il suo gruppo Janey ed Envy mentre Ma'Ma sceglie Abby e Chelsea. L'esclusa dalla scelta è stata Madame Madness, che ha avuto l'opportunità di scegliere con quale gruppo unirsi, scegliendo quello di Sederginne. Successivamente i due gruppi incontrano la coreografa Amber Vineyard, con la quale organizzano la coreografia per la sfida. Sederginne, Abby e Madame hanno avuto dei problemi con i passi della coreografia. Prima della sfilata, Sederginne ha accusato una forte emicrania, a tal punto da richiedere assistenza medica.

Giudici ospiti della puntata sono Amber Vineyard e Sanne Wallis de Vries. Il tema della sfilata di questa puntata è Shine Bright Like A Diamond, dove le concorrenti devono sfoggiare un outfit tempestato di diamanti. Durante i giudizi viene chiesto alle concorrenti chi secondo loro merita di andare all'eliminazione. Dopo la sfilata e le critiche dei giudici, Fred van Leer dichiara Ma'Ma Queen, Miss Abby OMG e Madame Madness le peggiori mentre Envy Peru è la migliore della puntata.
- L’eliminazione: Ma'Ma Queen, Miss Abby OMG e Madame Madness vengono chiamate ad esibirsi con la canzone I Wanna Dance with Somebody (Who Loves Me) di Whitney Houston. Ma'Ma Queen e Miss Abby OMG si salvano mentre Madame Madness viene eliminata dalla competizione.

### Episodio 5 -Snatch Game
Il quinto episodio si apre con le concorrenti che rientrano nell'atelier dopo l'eliminazione di Madame, con le concorrenti sono ancora sconvolte per il lip-sync a tre. Intanto, Envy è molto contenta di essere la prima concorrente ad essere nominata la migliore della puntata per la seconda volta. Il giorno successivo, dopo le critiche ricevute dai giudici, Abby dice che lei continuerà a dare il massimo e che è disposta anche ad andare sempre al lip-sync.
- La mini sfida: per la mini sfida, le concorrenti prenderanno parte ad un servizio fotografico, dove dovranno posare completamente nudi. La vincitrice della mini sfida è Janey Jacké.
- La sfida principale: per la sfida principale, le concorrenti prendono parte alla sfida più attesa in ogni edizione, lo Snatch Game. Monica Gueze e Carlo Boszhard sono i concorrenti del gioco. Le concorrenti dovranno scegliere una celebrità e impersonarla per l'intero gioco, con lo scopo di essere il più divertenti possibili. Successivamente Fred entrò nell'atelier per vedere quali personaggi sono stati scelti. Le celebrità scelte dai concorrenti sono state:

| Concorrente   | Celebrità impersonata |
| ------------- | --------------------- |
| ChelseaBoy    | Joe Exotic            |
| Envy Peru     | Patty Brard           |
| Janey Jacké   | Anny Schilder         |
| Ma'Ma Queen   | Ryanne van Dorst      |
| Miss Abby OMG | Michella Kox          |
| Sederginne    | Mega Mega Mindy       |

Giudici ospiti della puntata sono Ruth Jacott e Carlo Boszhard. Il tema della sfilata di questa puntata è Half Man, Half Queen, dove le concorrenti devono sfoggiare un outfit a metà che rappresentasse un lato maschile ed un lato femminile. Dopo la sfilata e le critiche dei giudici, Fred van Leer dichiara Miss Abby OMG e Sederginne le peggiori mentre Envy Peru è la migliore della puntata. Tuttavia sia Fred sia i giudici dichiarano che ChelseaBoy sia stata la migliore nello Snatch Game.
- L’eliminazione: Miss Abby OMG e Sederginne vengono chiamate ad esibirsi con la canzone Girl di Anouk. Miss Abby OMG si salva mentre Sederginne viene eliminata dalla competizione.

### Episodio 6 -It Takes Two
Il sesto episodio si apre con le concorrenti che rientrano nell'atelier dopo l'eliminazione di Sederginne, con le concorrenti sono dispiaciute per la sua uscita poiché emanava sempre energia positiva. Intanto Envy è molto contenta per la sua ennesima vittoria, mentre Abby, nonostante sia molto preoccupata per il richiamo da parte di Fred, è molto sicura di affrontare ancora qualcuna ai lip-sync.
- La mini sfida: per la mini sfida, le concorrenti prenderanno parte ad un appuntamento al buio con Niek Marijnissen, e dovranno intrattenere l'ospite con un dessert a scelta delle concorrenti. La vincitrice della sfida è Ma'Ma Queen.
- La sfida principale: per la sfida principale, Fred annuncia che le concorrenti dovranno truccare e preparare un loro familiare o conoscente, il compito dei concorrenti è quello di farli diventare le loro sorelle drag. Mentre le concorrenti e i conoscenti si preparano per la sfida, li raggiunge la presentatrice televisiva Ryanne van Dorst, che spende tempo per parlare sul supporto dei conoscenti nel confronto delle concorrenti, e inoltre annuncia di essere il giudice ospite della puntata.

| Concorrente   | Vero Nome del Familiare | Parentela |
| ------------- | ----------------------- | --------- |
| ChelseaBoy    | Jacob                   | Amico     |
| Envy Peru     | Laura                   | Madre     |
| Janey Jacké   | Petra                   | Madre     |
| Ma'Ma Queen   | Hans                    | Padre     |
| Miss Abby OMG | Victor                  | Fratello  |

Giudici ospiti della puntata sono Loiza Lamers e Ryanne van Dorst. Durante i giudizi viene chiesto ai conoscenti perché la loro "sorella" drag merita di vincere la competizione. Dopo la sfilata e le critiche dei giudici, Fred van Leer dichiara ChelseaBoy e Janey Jacké le peggiori mentre Envy Peru è la migliore della puntata.
- L’eliminazione: ChelseaBoy e Janey Jacké vengono chiamate ad esibirsi con la canzone 9 to 5 di Dolly Parton. Janey Jacké si salva mentre ChelseaBoy viene eliminata dalla competizione.

### Episodio 7 -Máxima - The Rusical
Il settimo episodio si apre con le concorrenti che rientrano nell'atelier dopo l'eliminazione di Chelsea, con Janey triste per l'uscita di una sua amica nonostante aveva paura di fallire durante il lip sync. Il giorno successivo, le concorrenti tirano le somme prima della finale ed Abby, nonostante il suo percorso, è sicura che può battere le altre concorrenti in finale.
- La mini sfida: per la mini sfida, le concorrenti devono pescare a sorte un pupazzo che rappresenti una delle altri concorrenti, metterlo in drag e fare un siparietto comico imitando l'altra concorrente. La vincitrice della mini sfida è Envy Peru.
- La sfida principale: Per la sfida principale, le concorrenti dovranno esibirsi nel nuovo musical "Máxima: The Rusical", dove dovranno cantare dal vivo. Questo musical involve la vita di Máxima Zorreguieta, dove viene mostrata la sua vita a partire dalle origini umili fino al matrimonio con il re Guglielmo Alessandro dei Paesi Bassi. Ad ogni concorrente viene data un'epoca diversa della vita di Máxima. Avendo vinto la mini sfida Envy Peru decide i vari ruoli d'assegnare alle concorrenti. Una volta assegnati i ruoli, le concorrenti incontrano i coreografi Gerald & Frank, con i quali organizzano la coreografia per l'esibizione.

| Concorrente   | Epoca di Máxima   |
| ------------- | ----------------- |
| Envy Peru     | Fiancée Máxima    |
| Janey Jacké   | Temptress Máxima  |
| Ma'Ma Queen   | Queen Máxima      |
| Miss Abby OMG | Party Girl Máxima |

Giudici ospiti della puntata sono Roxeanna Hazes ed Edsilia Rombley. Il tema della sfilata di questa puntata è Red, White and Blue, Bitch!, dove le concorrenti devono sfoggiare tre outfit: un costume da bagno, un abito da cocktail ed un abito da sera con i colori della bandiera dei Paesi Bassi.  Durante i giudizi viene chiesto alle concorrenti chi secondo loro merita di essere eliminata. Dopo la sfilata e le critiche dei giudici, Fred van Leer dichiara Ma'Ma Queen e Miss Abby OMG sono le peggiori della puntata, mentre Janey Jacké è la migliore della puntata ed accede alla finale, Envy Peru si salva ed accede alla finale.
- L'eliminazione: Ma'Ma Queen e Miss Abby OMG vengono chiamate ad esibirsi con la canzone Stronger (What Doesn't Kill You) di Kelly Clarkson. Dopo l'esibizione Fred van Leer annuncia che sia Ma'Ma Queen che sia Miss Abby OMG sono salve ed entrambe accedono alla finale.

### Episodio 8 -The Grand Finale
L'ottavo ed ultimo episodio di quest'edizione si apre con le finaliste che ritornano nell'atelier dopo l'annuncio delle quattro finaliste, con Envy e Janey stupite della scelta di Fred di non eliminare nessuna tra Abby e Ma'Ma, poiché loro affermano di aver dato il massimo durante tutta la competizione rispetto a loro, inoltre si discute su chi riuscirà a vincere quest'edizione ed il titolo di prima Drag Superstar olandese.
Prima dell'arrivo delle finaliste, entrano nell'atelier tutte le concorrenti dell'edizione che discutono con Fred sulle varie eliminazioni durante gli episodi per poi accogliere le finaliste. Successivamente anche RuPaul appare in un video-messaggio per augurare buona fortuna alle finaliste.
Per l'ultima prova, prima di incoronare la vincitrice di quest'edizione, le concorrenti dovranno cantare ed esibirsi su un medley con le canzoni di RuPaul, Charisma, Uniqueness, Nerve & Talent/Sissy That Walk/Cover Girl e poi dovranno prendere parte ad un'intervista con Fred van Leer e Nikkie Plessen.
Per la realizzazione della coreografia, le concorrenti raggiungono lo studio, dove Gerald & Frank insegnano i vari passi della coreografia. Nel frattempo a uno a uno le concorrenti prendono parte all'intervista con Fred van Leer e Nikkie Plessen che pongono domande sulla loro esperienza in questa edizione di Drag Race Holland.
I giudici della puntata sono: Fred van Leer, Nikie Plessen, Cleas Iversen, Sanne Wallis de Vries e NikkieTutorials. Il tema della sfilata è Ultimate Best Drag, dove tutte le concorrenti dell'edizione dovranno sfilare con il loro vestito migliore.
Dopo le critiche, le concorrenti tornano nell'atelier dove discutono dell'esperienza vissuta nello show. Dopo l'ultima sfilata, RuPaul comunica che le due finaliste che accedono alla finalissima sono Envy Peru e Janey Jacké, mentre Ma'Ma Queen e Miss Abby OMG vengono eliminate dalla competizione. Envy Peru e Janey Jacké si esibiscono in playback sulla canzone Born This Way di Lady Gaga. Dopo l'esibizione, Fred van Leer dichiara che, Envy Peru è la vincitrice della prima edizione di Drag Race Holland.